# Perfil (fluids)
Anomenem perfil en dinàmica de fluids a la forma de la secció de l'objecte d'estudi, per exemple, una ala d'avió, una pala de rotor o d'una vela, la part davantera d'un automòbil o d'una barca, la part superior de darrere d'un automòbil, etc. que pot generar una quantitat important de sustentació.
Es considera que un perfil o un volum és més aerodinàmic o hidrodinàmic quan presenta menys resistència al fluid que el travessa i menys turbulència. En aerodinàmica (dinàmica de l'aire i medis gasosos) es poden anomenar també perfils aerodinàmics mentre que en hidràulica (dinàmica de l'aigua i medis líquids) es poden anomenar perfils hidrodinàmics.
Els cossos amb perfil aerodinàmic quan es mouen a través d'un fluid generen una força perpendicular a la direcció del moviment relatiu anomenada sustentació i deguda a l'efecte Coandă. L'efecte Coandă és un fenomen físic que pateixen els fluids viscosos en contacte amb sòlids segons el qual un fluid que es desplaça en contacte amb una superfície convexa pateix una força que l'intenta mantenir unit a la superfície i, degut a la llei d'acció i reacció, la superfície pateix una força que intenta mantenir-lo unit al fluid. Els perfils de vol subsònic tenen una forma característica amb un caire d'atac arrodonit i un caire de sortida afuat.